# فيانا
فيانا (بالإسبانية:Viana) هي منطقة زراعية في شمال إسبانيا ، تم بناء المدينة سنة 1782 ، هذه المدينة التي قتل فيها سيزار بورجيا الحاكم الإسباني المعروف .

## أعلام
- تشيزري بورجا

## وصلات خارجية
- Viana.- Medieval History of Navarre
- Ciudad de Viana (City of Viana) translated to english